# 모험물

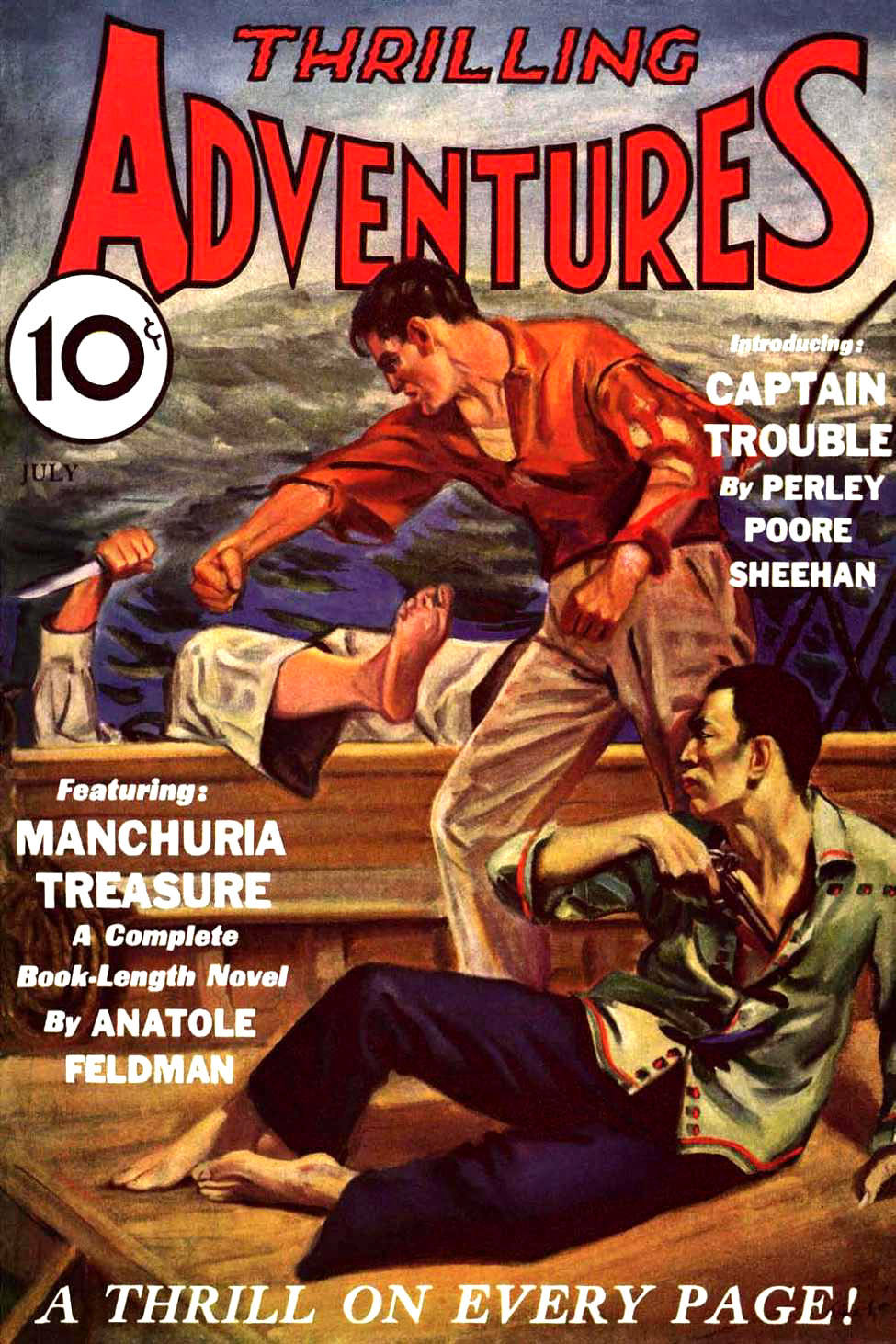

모험물(Adventure fiction)은 주동인물이 부닥치게 되는 위험한 모험을 통해 소비자에게 흥분감을 제공하는 장르다.  되는 위험한 사건 또는 사건들을 일컫는 말로서, 대개 물리적 활극이 수반된다. 모험물은 거의 항상 빠르게 전개되며, 인물과 설정만큼이나 플롯의 빠른 호흡이 중요하다. 그 정의상 모험물은 전쟁물, 범죄물, 해양물, 첩보물, 로빈슨물, SF, 판타지, 서부물 등, 모험이 성립할 수 있는 거의 모든 장르와 교집합이 발생한다.
모험은 허구의 문학이 등장한 극초기부터 가장 흔한 테마였다. 중세 무훈시의 표준적인 줄거리도 모험의 연속이었다. 따지고 보면 모험물의 역사는 3세기 사람 에메사의 헬리오도로스로까지 거슬러 올라가며, 현대의 할리우드 영화까지 그 연속성이 이어져 온다고 할 수 있다.
19세기 중반부터 문해력이 증가하고 문학이 대중적인 오락이 되자, 전근대부터 유행한 장르문법이었던 모험물이 아주 대중적으로 인기있는 장르가 되었고 다양한 하위장르들이 발생하기 시작했다. 이 시기의 저명한 모험물 작가로는 월터 스콧, 알렉상드르 뒤마, 쥘 베른, 브론테 자매, 헨리 라이더 해거드, 빅토르 위고, 에밀리오 살가리, 카를 마이, 루이 앙리 부세나르, 토머스 메인 레이드, 색스 로머, 에드거 월리스, 로버트 루이스 스티븐슨 등이 있었다.

## 같이 보기
- 활극
- 범죄물
- 추리물
- 해양 모험물
- 피카레스크 소설
- 스릴러
- 전쟁 소설
- 서부극